# Peter Benchley

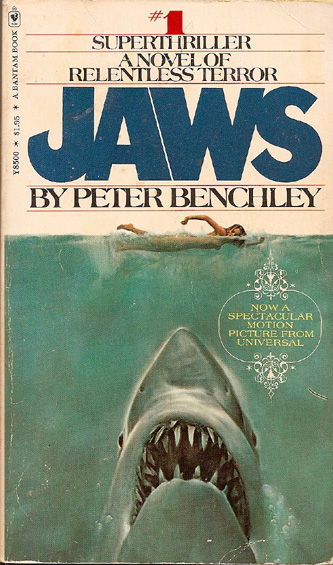
Cover van de eerste editie van Jaws

Peter Bradford Benchley (New York, 8 mei 1940 - Princeton, 11 februari 2006) was een Amerikaanse schrijver. Hij is met name bekend geworden door zijn roman Jaws over een zeer gevaarlijke witte haai waar ook een gelijknamige speelfilm over is gemaakt. Later in zijn leven betreurde Benchley het dat hij witte haaien in zijn boeken als moorddadige beesten had afgeschilderd en zette hij zich in voor natuurbehoud.
Hij was de broer van Nathan Benchley en de kleinzoon van Robert Benchley (beiden schrijvers). Benchley studeerde in 1961 af aan de Harvard-universiteit, met als hoofdvak Engels. Hij trouwde op 19 september 1964 met Winifred B. Wesson en had een dochter Tracy en twee zonen Clayton en Christopher. Hij overleed in zijn huis in New Jersey aan een longziekte.

## Vernoeming
De haai Etmopterus benchleyi is naar hem vernoemd.
- Biblioteca Nacional de España: XX832538
- Bibliothèque nationale de France: cb11891168p (data)
- CiNii: DA05620782
- Gemeinsame Normdatei: 124545882
- International Standard Name Identifier: 0000 0001 0936 0705
- Library of Congress Control Number: n50007167
- Nationale Bibliotheek van Letland: 000071640
- MusicBrainz: f6c12a19-0f47-4d2f-b619-7cf1e5f45672
- National Archives and Records Administration: 23925221
- Bibliotheek van het Japanse parlement: 00432859
- Nationale Bibliotheek van Tsjechië: xx0000522
- Nationale Bibliotheek van Israël: 987007449459505171
- Nationale Bibliotheek van Polen: a0000001157290
- Nederlandse Thesaurus van Auteursnamen: 071794565
- SNAC: w6fb87qn
- Système universitaire de documentation: 02671731X
- Trove: 891003
- Virtual International Authority File: 111878649
- WorldCat: E39PBJtmwrCFX8JBpCdb6TYtrq